# 东洋英和女学院大学短期大学部
东洋英和女学院大学短期大学部（日语：／ Tōyō Eiwa Jogakuin Daigaku Tanki Daigakubu *）是过去一所位于日本神奈川县横滨市绿区的私立短期大学，前身是东洋英和女学院短期大学（日语：／ Tōyō Eiwa Jogakuin Tanki Daigaku *）。

## 概要

### 简介
- 學校最早可以追溯到1884年，東洋英和女學院中學部・高等部（日语：東洋英和女学院中学部・高等部）的成立[1][2]，而短期大学于1950年开办[2]。由加拿大的女传教士创立的东洋英和女学校是由学校法人东洋英和女学院经营，屬於一所新教學校。短期大学的招生到1996年停止[3]、停办于1999年。

### 历史
- 1950年 东洋英和女学院短期大学成立，并同时设置唯一一个学科，保育科[2]。
- 1954年 英文科成立[3]。
- 1963年 两个专攻科目成立：[4]。
  - 保育专攻
  - 英文专攻
- 1986年 国际教养科成立[3]。校园迁址至神奈川县横滨市绿区从东京都港区。
- 1995年 改校名为东洋英和女学院大学短期大学部
- 1996年 最後一年招生，次年停止招生（正式停办是于1999年3月29日[3]）。

### 宪章
- 请参看原东洋英和女学院大学短期大学部的标志 （页面存档备份，存于） （日語） 2014年4月27日阅览。

## 学校环境
- 校区：神奈川县横滨市绿区[注 1]

## 历任校长
- 朝仓孝吉：最后短期大学校长[5]。

## 组织

### 学科
- 保育科
- 英文科
- 国际教养科

### 专科
| - 保育专攻 - 英语专攻 |

### 业余课程
| - 没有 |

### 附属学校
- 幼儿园：前东洋英和女学院大学短期大学部付属枫幼儿园，成立于1973年[6]。

## 知名校友
- 水野真纪:女演员
- 江口ともみ:女演员
- 梅宫万纱子:女演员
- 德川宜子:建筑师
- 加藤忍：女演员、声优

## 相关链接
- 日本短期大学列表
- 山梨英和短期大学：已停办
- 静冈英和学院大学短期大学部